# Good Luck Charm
Good Luck Charm è un brano musicale scritto da Aaron Schroeder e Wally Gold e pubblicato da Elvis Presley nel 1962.

## Tracce
- 7"

1. Good Luck Charm
2. Anything That's Part of You